# Wallago
Wallago — рід риб з родини сомові ряду сомоподібних. Має 5 видів. Відомі ще з міоцену, коли мешкав вид Wallago maemohensis, що тепер є вимерлим.

## Опис
Це великі соми, загальна довжина коливається від 1,5 до 3,5 м. Голова велика. Рот великий, його краї доходять майже до ока. Нижня щелепа довша за верхню. Зябра мають 13 частин. Тулуб подовжено. Спинний плавець має 4-5 променів. Мають великі черевні та анальний плавець. Останній не поєднується з хвостовим плавцем. Хвостовий плавець сильно роздвоєно.

## Спосіб життя
Живуть у водоймах, зустрічається в повільних річках з каламутною водою, каналах і озерах. Воліють до місць впадання річок у озера, в самих річках. Нерестяться на мілині. Після нересту, риби вирушають в затоплювані ділянки лісу на прокорм. Активні, ненажерливі хижаки. Живляться різною здобиччю: від безхребетних до середньої риби, птахів.

## Розповсюдження
Поширені у тропічній та субтропічній Азії: від Пакистану до Індонезії. Один вид живе в водоймах Афганістану.

## Види
- Wallago attu
- Wallago hexanema
- Wallago leerii
- Wallago maculatus
- Wallago micropogon